# Hulín
Hulin (pronunție în cehă [ˈɦuliːn]; în germană Hullein) este o comună și un oraș din districtul Kroměříž din regiunea Zlín din Cehia. Are o populație de aproximativ 6.500 de locuitori.

## Diviziuni administrativă
Hulín este format din trei diviziuni administrative (în paranteze populația conform recensământului din 2021):
- Hulin (5.901)
- Chrášťany (92)
- Záhlinice (327)

## Geografie
Hulín se află la aproximativ 5 kilometri (3 mi) est de Kroměříž și 16 kilometri (10 mi) nord-vest de Zlín. Se află într-un peisaj plat al Văii Moravei de Sus (în cehă: Hornomoravský úval). Pârâurile Rusava și Mojena curg prin oraș. Rusava se varsă în râul Morava, care face parte din granița sudică a comunei. A fost construit un sistem cu mai multe iazuri cu pește în sudul orașului.

## Istorie
Prima mențiune scrisă despre Hulín datează din anul 1224, când a fost documentată vizita regelui Ottokar I al Boemiei. În 1261, satul a fost donat bisericii de către regele Ottokar al II-lea al Boemiei ca recunoaștere a episcopului Bruno von Schauenburg⁠(d) pentru serviciile sale. La scurt timp după aceea, Hulín a fost promovat ca oraș. La sfârșitul secolului al XIII-lea, o mică fortăreață locală a fost reconstruită ca un castel mai mare, iar centrul orașului a fost fortificat cu ziduri și un șanț.
Populația locală a trăit în principal din agricultură. Creșterea vitelor a fost semnificativă. În anii 1840 a fost construită o cale ferată, iar orașul a început treptat să se industrializeze.

## Transporturi
Orașul este înconjurat de autostrăzi pe două părți. Intersecția autostrăzilor D1 și D55 are loc în partea de nord a teritoriului comunei.
Hulín este un nod feroviar. Orașul este situat pe liniile Praga – Luhačovice, Brno – Olomouc și Rožnov pod Radhoštěm⁠(d) – Kojetín.

## Sport
SK Spartak Hulín⁠(d) este un club de fotbal care a jucat în Liga⁠(d) de fotbal Moravia-Silezia (eșalonul trei al sistemului de fotbal ceh). După retrogradare în 2019, clubul și-a suspendat activitățile, iar din sezonul 2020-2021 joacă la nivelurile inferioare de amatori.

## Obiective turistice

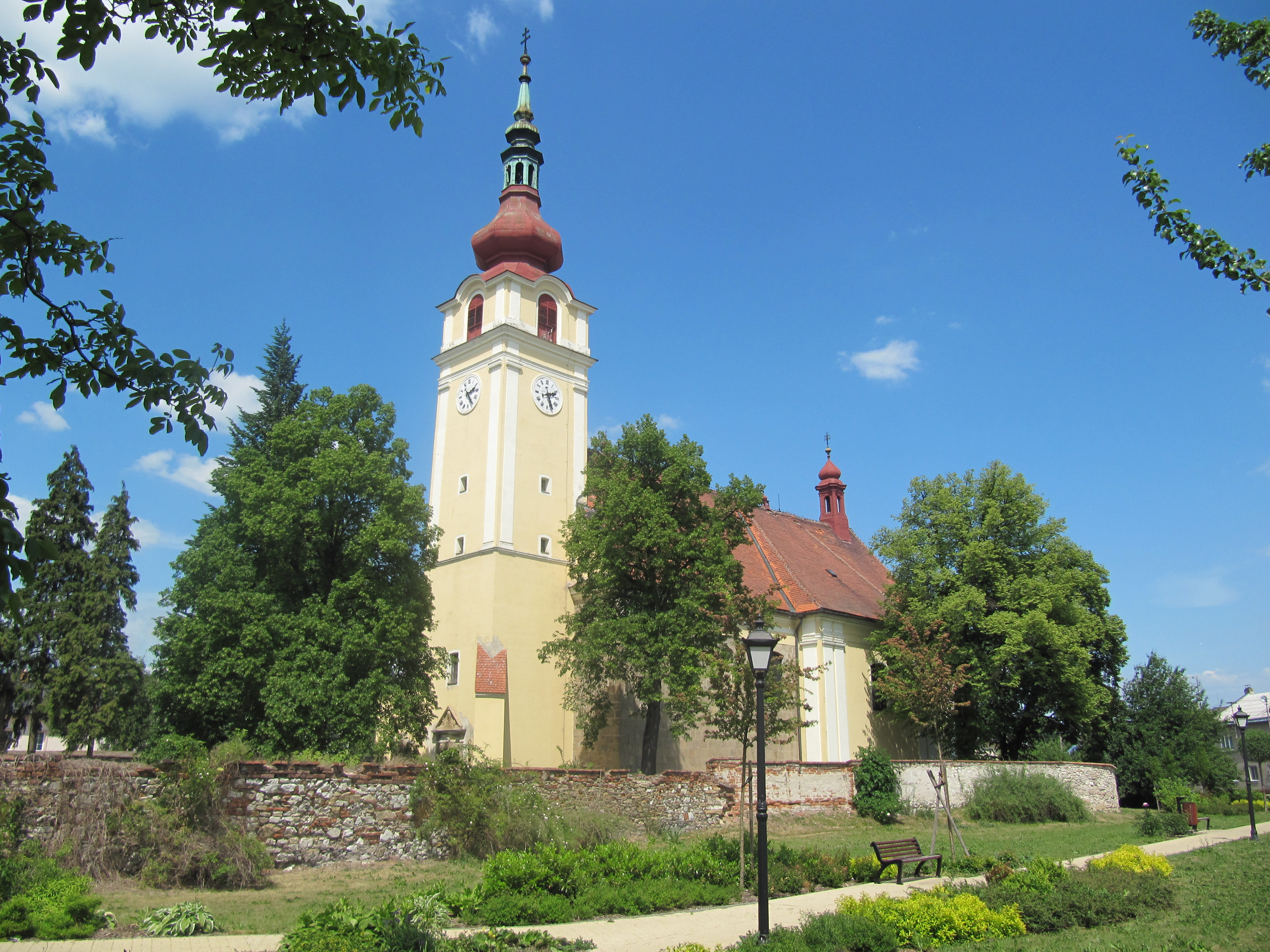
Biserica Sfântul Venceslau

Principalul obiectiv turistic al orașului Hulín este Biserica Sfântul Venceslau. A fost fondată la începutul secolului al XIII-lea. Biserica inițial romanică a fost reconstruită în forma sa actuală după incendiul din anul 1747.

## Persoane notabile
- Zdeněk Nehoda⁠(d) (născut în 1952), fotbalist și impresar de fotbal. În 1978 și 1979 a câștigat premiul Fotbalistul Anului în Cehoslovacia.[12]
- Radek Drulák⁠(d) (născut în 1962), fotbalist
- Zdeněk Zlámal⁠(d) (născut în 1985), fotbalist; a crescut aici

## Orașe înfrățite
Hulín este înfrățit cu:
- Zlaté Moravce, Slovacia